# Fussball Club Erzgebirge Aue 2010-2011
Questa voce raccoglie le informazioni riguardanti il Fussball Club Erzgebirge Aue nelle competizioni ufficiali della stagione 2010-2011.

## Stagione
Nella stagione 2010-2011 l'Erzgebirge Aue, allenato da Rico Schmitt, concluse il campionato di 2. Bundesliga al 5º posto. In Coppa di Germania l'Erzgebirge Aue fu eliminato al primo turno dal Borussia M'gladbach.

## Rosa
| N. |                     | Ruolo | Calciatore        |
| -- | ------------------- | ----- | ----------------- |
| 24 | Germania (bandiera) | P     | Michael Arnold    |
| 26 | Germania (bandiera) | P     | Stephan Flauder   |
| 1  | Germania (bandiera) | P     | Martin Männel     |
| 7  | Germania (bandiera) | D     | Thomas Birk       |
| 15 | Germania (bandiera) | D     | René Klingbeil    |
| 3  | Polonia (bandiera)  | D     | Tomasz Kos        |
| 5  | Tunisia (bandiera)  | D     | Adli Lachheb      |
| 2  | Germania (bandiera) | D     | Pierre le Beau    |
| 31 | Germania (bandiera) | D     | Patrick Milchraum |
| 30 | Germania (bandiera) | D     | Fabian Müller     |
| 4  | Germania (bandiera) | D     | Thomas Paulus     |
| 21 | Germania (bandiera) | D     | Dominic Rau       |
| 14 | Albania (bandiera)  | C     | Skerdilaid Curri  |
| 22 | Germania (bandiera) | C     | Marc Hensel       |

| N. |                               | Ruolo | Calciatore        |
| -- | ----------------------------- | ----- | ----------------- |
| 17 | Germania (bandiera)           | C     | Jan Hochscheidt   |
| 27 | Germania (bandiera)           | C     | Tobias Kempe      |
| 23 | Macedonia del Nord (bandiera) | C     | Ivan Ristovski    |
| 6  | Germania (bandiera)           | C     | Kevin Schlitte    |
| 20 | Germania (bandiera)           | C     | Oliver Schröder   |
| 11 | Germania (bandiera)           | C     | Robert Strauß     |
| 29 | Germania (bandiera)           | C     | Sascha Weirauch   |
| 25 | Germania (bandiera)           | C     | Jörn Wemmer       |
| 9  | Tunisia (bandiera)            | A     | Najeh Braham      |
| 8  | Germania (bandiera)           | A     | Sebastian Glasner |
| 18 | Germania (bandiera)           | A     | Enrico Kern       |
| 28 | Kosovo (bandiera)             | A     | Alban Ramaj       |
| 19 | Germania (bandiera)           | A     | Patrick Sonntag   |
| 13 | Germania (bandiera)           | A     | Kevin Stephan     |

## Organigramma societario
Area tecnica
- Allenatore: Rico Schmitt
- Allenatore in seconda: Marco Kämpfe
- Preparatore dei portieri: Russi Petkov
- Preparatori atletici:

## Risultati

### 2. Bundesliga

#### Girone di andata
| Arbitro: | Kempter |

|  |           |            |
|  | Marcatori | 90’ Hensel |

| Arbitro: | Dingert |

|              |           |  |
| Schlitte 14’ | Marcatori |  |

| Arbitro: | Stieler |

|                                    |           |                       |
| Heidrich 49’ Adler 52’ Siegert 82’ | Marcatori | 61’ Hensel 67’ Paulus |

| Arbitro: | Rafati |

|                 |           |  |
| Hochscheidt 72’ | Marcatori |  |

| Monaco di Baviera 22 settembre 2010, ore 17:30 CEST 5ª giornata | Monaco 1860 | 0 – 0 referto | Erzgebirge Aue | Allianz Arena (17 600 spett.)\| Arbitro: \| Meyer \| |
| Arbitro:                                                        | Meyer       |               |                |                                                      |

| Arbitro: | Bandurski |

|  |           |                   |
|  | Marcatori | 87’ (rig.) Paulus |

| Arbitro: | Ittrich |

|                                               |           |                       |
| Paulus 41’ (rig.) Lachheb 44’ Hochscheidt 51’ | Marcatori | 12’, 86’ (rig.) Thurk |

| Arbitro: | Schmidt |

|             |           |           |
| Mosquera 9’ | Marcatori | 2’ Hensel |

| Arbitro: | Drees |

|                            |           |  |
| Paulus 59’ (rig.) Kern 69’ | Marcatori |  |

| Arbitro: | Kinhöfer |

|          |           |                     |
| Prib 14’ | Marcatori | 11’ Hensel 58’ Kern |

| Arbitro: | Welz |

|            |           |  |
| Hensel 84’ | Marcatori |  |

| Arbitro: | Metzen |

|              |           |           |
| Iashvili 67’ | Marcatori | 5’ Hensel |

| Arbitro: | Perl |

|                             |           |                  |
| Lachheb 24’ Hochscheidt 61’ | Marcatori | 67’ (rig.) Höger |

| Arbitro: | Kircher |

|                                                 |           |  |
| Hünemeier 17’, 24’, 78’ Jula 57’, 71’ Kurth 73’ | Marcatori |  |

| Arbitro: | Kampka |

|              |           |               |
| Schröder 86’ | Marcatori | 83’ Metzelder |

| Arbitro: | Kinhöfer |

|                                     |           |  |
| K'obiashvili 37’ (rig.) Lasogga 65’ | Marcatori |  |

| Arbitro: | Schriever |

|          |           |  |
| Beau 86’ | Marcatori |  |

#### Girone di ritorno
| Arbitro: | Kircher |

|                       |           |  |
| Jong 89’ Federico 90’ | Marcatori |  |

| Arbitro: | Winkmann |

|  |           |             |
|  | Marcatori | 90’ Schmidt |

| Arbitro: | Perl |

|                              |           |             |
| Kern 40’ Kempe 68’ Curri 89’ | Marcatori | 65’ Gjasula |

| Arbitro: | Stieler |

|                               |           |           |
| Šukalo 15’, 74’ Schäffler 90’ | Marcatori | 88’ Kempe |

| Arbitro: | Zwayer |

|          |           |  |
| Kern 90’ | Marcatori |  |

| Arbitro: | Ittrich |

|                                    |           |  |
| Paulus 2’ Hensel 17’ Klingbeil 67’ | Marcatori |  |

| Arbitro: | Rafati |

|                                |           |            |
| Rafael 65’ Callsen-Bracker 72’ | Marcatori | 52’ Hensel |

| Aue 6 marzo 2011, ore 13:30 CET 25ª giornata | Erzgebirge Aue | 0 – 0 referto | Union Berlino | Erzgebirgsstadion (15 000 spett.)\| Arbitro: \| Stark \| |
| Arbitro:                                     | Stark          |               |               |                                                          |

| Arbitro: | Kempter |

|           |           |                        |
| Kruse 78’ | Marcatori | 26’ Klingbeil 52’ Kern |

| Aue 20 marzo 2011, ore 13:30 CET 27ª giornata | Erzgebirge Aue | 0 – 0 referto | Greuther Fürth | Sparkassen-Erzgebirgsstadion (12 000 spett.)\| Arbitro: \| Drees \| |
| Arbitro:                                      | Drees          |               |                |                                                                     |

| Arbitro: | Steuer |

|                                                 |           |  |
| Ilsø 10’ Hensel 18’ (aut.) Langeneke 67’ (rig.) | Marcatori |  |

| Arbitro: | Dankert |

|               |           |                |
| Klingbeil 76’ | Marcatori | 37’ Terrazzino |

| Arbitro: | Stark |

|             |           |                                                    |
| Stieber 11’ | Marcatori | 17’, 77’ Kern 71’ Hensel 73’ Ramaj 75’ Hochscheidt |

| Arbitro: | Gagelmann |

|            |           |                         |
| Paulus 90’ | Marcatori | 25’ Adlung 90’ Petersen |

| Ingolstadt 30 aprile 2011, ore 13:00 CEST 32ª giornata | Ingolstadt 04 | 0 – 0 referto | Erzgebirge Aue | Audi-Sportpark (12 350 spett.)\| Arbitro: \| Thielert \| |
| Arbitro:                                               | Thielert      |               |                |                                                          |

| Arbitro: | Meyer |

|  |           |                      |
|  | Marcatori | 14’ Ramos 44’ Friend |

| Arbitro: | Schalk |

|  |           |                                   |
|  | Marcatori | 25’ (aut.) Müller 78’ Hochscheidt |

### Coppa di Germania
| Arbitro: | Aytekin |

|                 |           |                                   |
| Hochscheidt 47’ | Marcatori | 38’ Bradley 64’ Idrissou 87’ Reus |

## Statistiche

### Statistiche di squadra
| Competizione      | Punti | In casa | In casa | In casa | In casa | In casa | In casa | In trasferta | In trasferta | In trasferta | In trasferta | In trasferta | In trasferta | Totale | Totale | Totale | Totale | Totale | Totale | DR |
| Competizione      | Punti | G       | V       | N       | P       | Gf      | Gs      | G            | V            | N            | P            | Gf           | Gs           | G      | V      | N      | P      | Gf     | Gs     | DR |
| ----------------- | ----- | ------- | ------- | ------- | ------- | ------- | ------- | ------------ | ------------ | ------------ | ------------ | ------------ | ------------ | ------ | ------ | ------ | ------ | ------ | ------ | -- |
| 2. Bundesliga     | 56    | 17      | 10      | 4       | 3       | 21      | 11      | 17           | 6            | 4            | 7            | 19           | 26           | 34     | 16     | 8      | 10     | 40     | 37     | +3 |
| Coppa di Germania | -     | 1       | 0       | 0       | 1       | 1       | 3       | 0            | 0            | 0            | 0            | 0            | 0            | 1      | 0      | 0      | 1      | 1      | 3      | -2 |
| Totale            | -     | 18      | 10      | 4       | 4       | 22      | 14      | 17           | 6            | 4            | 7            | 19           | 26           | 35     | 16     | 8      | 11     | 41     | 40     | +1 |

### Andamento in campionato
| Giornata  | 1 | 2 | 3 | 4 | 5 | 6 | 7 | 8 | 9 | 10 | 11 | 12 | 13 | 14 | 15 | 16 | 17 | 18 | 19 | 20 | 21 | 22 | 23 | 24 | 25 | 26 | 27 | 28 | 29 | 30 | 31 | 32 | 33 | 34 |
| --------- | - | - | - | - | - | - | - | - | - | -- | -- | -- | -- | -- | -- | -- | -- | -- | -- | -- | -- | -- | -- | -- | -- | -- | -- | -- | -- | -- | -- | -- | -- | -- |
| Luogo     | T | C | T | C | T | T | C | T | C | T  | C  | T  | C  | T  | C  | T  | C  | T  | C  | C  | T  | C  | C  | T  | C  | T  | C  | T  | C  | T  | C  | T  | C  | T  |
| Risultato | V | V | P | V | N | V | V | N | V | V  | V  | N  | V  | P  | N  | P  | V  | P  | P  | V  | P  | V  | V  | P  | N  | V  | N  | P  | N  | V  | P  | N  | P  | V  |
| Posizione | 8 | 6 | 7 | 7 | 7 | 5 | 3 | 4 | 3 | 2  | 2  | 2  | 1  | 1  | 1  | 3  | 1  | 1  | 3  | 4  | 5  | 4  | 4  | 5  | 5  | 4  | 4  | 5  | 5  | 5  | 5  | 5  | 5  | 5  |

Legenda:

Luogo: C = Casa; T = Trasferta. Risultato: V = Vittoria; N = Pareggio; P = Sconfitta.

### Statistiche dei giocatori
| Giocatore      | 2. Bundesliga | 2. Bundesliga | 2. Bundesliga | 2. Bundesliga | Coppa di Germania | Coppa di Germania | Coppa di Germania | Coppa di Germania | Totale   | Totale | Totale      | Totale     |
| Giocatore      | Presenze      | Reti          | Ammonizioni   | Espulsioni    | Presenze          | Reti              | Ammonizioni       | Espulsioni        | Presenze | Reti   | Ammonizioni | Espulsioni |
| -------------- | ------------- | ------------- | ------------- | ------------- | ----------------- | ----------------- | ----------------- | ----------------- | -------- | ------ | ----------- | ---------- |
| M. Arnold      | -             | -             | -             | -             | -                 | -                 | -                 | -                 | -        | -      | -           | -          |
| S. Flauder     | 1             | 0             | 0             | 0             | -                 | -                 | -                 | -                 | 1        | 0      | 0           | 0          |
| M. Männel      | 33            | 0             | 1             | 0             | 1                 | 0                 | 0                 | 0                 | 34       | 0      | 1           | 0          |
| T. Birk        | 9             | 0             | 2             | 0             | -                 | -                 | -                 | -                 | 9        | 0      | 2           | 0          |
| R. Klingbeil   | 32            | 3             | 3             | 1             | 1                 | 0                 | 0                 | 0                 | 33       | 3      | 3           | 1          |
| T. Kos         | 16            | 0             | 1             | 0             | -                 | -                 | -                 | -                 | 16       | 0      | 1           | 0          |
| A. Lachheb     | 32            | 2             | 7             | 1             | 1                 | 0                 | 0                 | 0                 | 33       | 2      | 7           | 1          |
| P. Beau        | 29            | 1             | 6             | 1             | 1                 | 0                 | 1                 | 0                 | 30       | 1      | 7           | 1          |
| P. Milchraum   | 6             | 0             | 1             | 0             | -                 | -                 | -                 | -                 | 6        | 0      | 1           | 0          |
| F. Müller      | 23            | 0             | 6             | 0             | -                 | -                 | -                 | -                 | 23       | 0      | 6           | 0          |
| T. Paulus      | 25            | 6             | 1             | 0             | 1                 | 0                 | 0                 | 0                 | 26       | 6      | 1           | 0          |
| D. Rau         | 1             | 0             | 0             | 0             | -                 | -                 | -                 | -                 | 1        | 0      | 0           | 0          |
| S. Curri       | 30            | 1             | 0             | 0             | 1                 | 0                 | 0                 | 0                 | 31       | 1      | 0           | 0          |
| M. Hensel      | 32            | 9             | 10            | 0             | 1                 | 0                 | 1                 | 0                 | 33       | 9      | 11          | 0          |
| J. Hochscheidt | 31            | 5             | 5             | 0             | 1                 | 1                 | 0                 | 0                 | 32       | 6      | 5           | 0          |
| T. Kempe       | 32            | 2             | 2             | 0             | 1                 | 0                 | 0                 | 0                 | 33       | 2      | 2           | 0          |
| I. Ristovski   | -             | -             | -             | -             | -                 | -                 | -                 | -                 | -        | -      | -           | -          |
| K. Schlitte    | 30            | 1             | 3             | 2             | 1                 | 0                 | 0                 | 0                 | 31       | 1      | 3           | 2          |
| O. Schröder    | 18            | 1             | 2             | 0             | 1                 | 0                 | 0                 | 0                 | 19       | 1      | 2           | 0          |
| R. Strauß      | 10            | 0             | 0             | 0             | -                 | -                 | -                 | -                 | 10       | 0      | 0           | 0          |
| S. Weirauch    | -             | -             | -             | -             | -                 | -                 | -                 | -                 | -        | -      | -           | -          |
| J. Wemmer      | 7             | 0             | 0             | 0             | 1                 | 0                 | 0                 | 0                 | 8        | 0      | 0           | 0          |
| N. Braham      | 5             | 0             | 1             | 0             | -                 | -                 | -                 | -                 | 5        | 0      | 1           | 0          |
| S. Glasner     | 24            | 0             | 1             | 0             | 1                 | 0                 | 0                 | 0                 | 25       | 0      | 1           | 0          |
| E. Kern        | 27            | 7             | 2             | 0             | -                 | -                 | -                 | -                 | 27       | 7      | 2           | 0          |
| A. Ramaj       | 15            | 1             | 3             | 0             | -                 | -                 | -                 | -                 | 15       | 1      | 3           | 0          |
| P. Sonntag     | -             | -             | -             | -             | -                 | -                 | -                 | -                 | -        | -      | -           | -          |
| K. Stephan     | 5             | 0             | 0             | 0             | -                 | -                 | -                 | -                 | 5        | 0      | 0           | 0          |
| M. Hiemer      | 1             | 0             | 0             | 0             | -                 | -                 | -                 | -                 | 1        | 0      | 0           | 0          |